# Tour Leroy
La tour Leroy parfois appelée tour Guillaume-le-Roy, bâtie au XIVe siècle, est l'un des principaux vestiges des fortifications urbaines, qui se dresse sur le territoire de la commune française de Caen, dans le département du Calvados, en région Normandie. L'édifice est inscrit au titre des monuments historiques.

## Localisation
La tour Leroy est située dans le centre ville de Caen, dans le département français du Calvados. Érigée non loin du château de Caen et de l'église Saint-Pierre, à l'entrée du bassin Saint-Pierre sur la rive gauche de l'Odon, elle faisait partie des fortifications de Bourg-le-Roi ; on y accédait depuis la muraille de la ville par un escalier extérieur. Elle était reliée par une chaîne à la tour aux Landais située sur la rive droite. Ce dispositif défendait l'entrée du port médiéval de Caen.

## Historique
La tour Leroy parfois appelée tour Guillaume-le-Roy et également par le passé tour Bazin, de la Basse-Rue, de Lévi et Saint-Malo, est mentionnée pour la première fois en 1497. Elle a probablement été construite après la prise de Caen en 1346. 
Elle est transformée en maison d'habitations avant d'être utilisée comme prison pour les contrebandiers,,,. Le conseil municipal décide le 20 octobre 1879 de la conserver et de la restaurer. La restauration est effectuée par Gustave Auvray, architecte municipal et coûte 16 000 francs. Quant à la tour aux Landais elle est détruite et, en 1860, la rivière est recouverte[réf. nécessaire].
Légèrement endommagée pendant la bataille de Caen, la tour a fait l'objet d'une seconde restauration dans le seconde partie du XXe siècle.

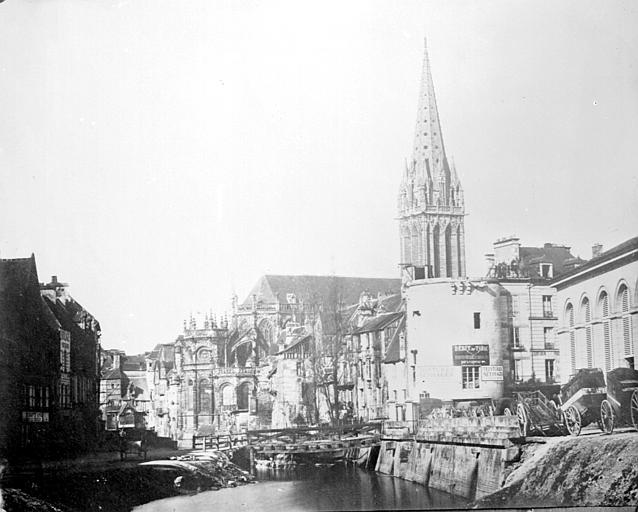
La tour Guillaume-le-Roy sur les bords de l'Odon avant la couverture de la rivière en 1860.

## Description
La tour est construite en pierre de Caen, matériau calcaire extrait du sous-sol de la ville. La tour cylindrique, bien appareillée, anciennement baignée par un bras de l'Orne, est percée d'archères (XVe siècle ?). Son emprise au sol est de 79 m2. Elle comprend quatre niveaux : une salle basse, deux étages et une plateforme au sommet.

## Protection
La tour Guillaume-le-Roy est inscrite au titre des monuments historiques par arrêté du 19 avril 1933.